# Terrano

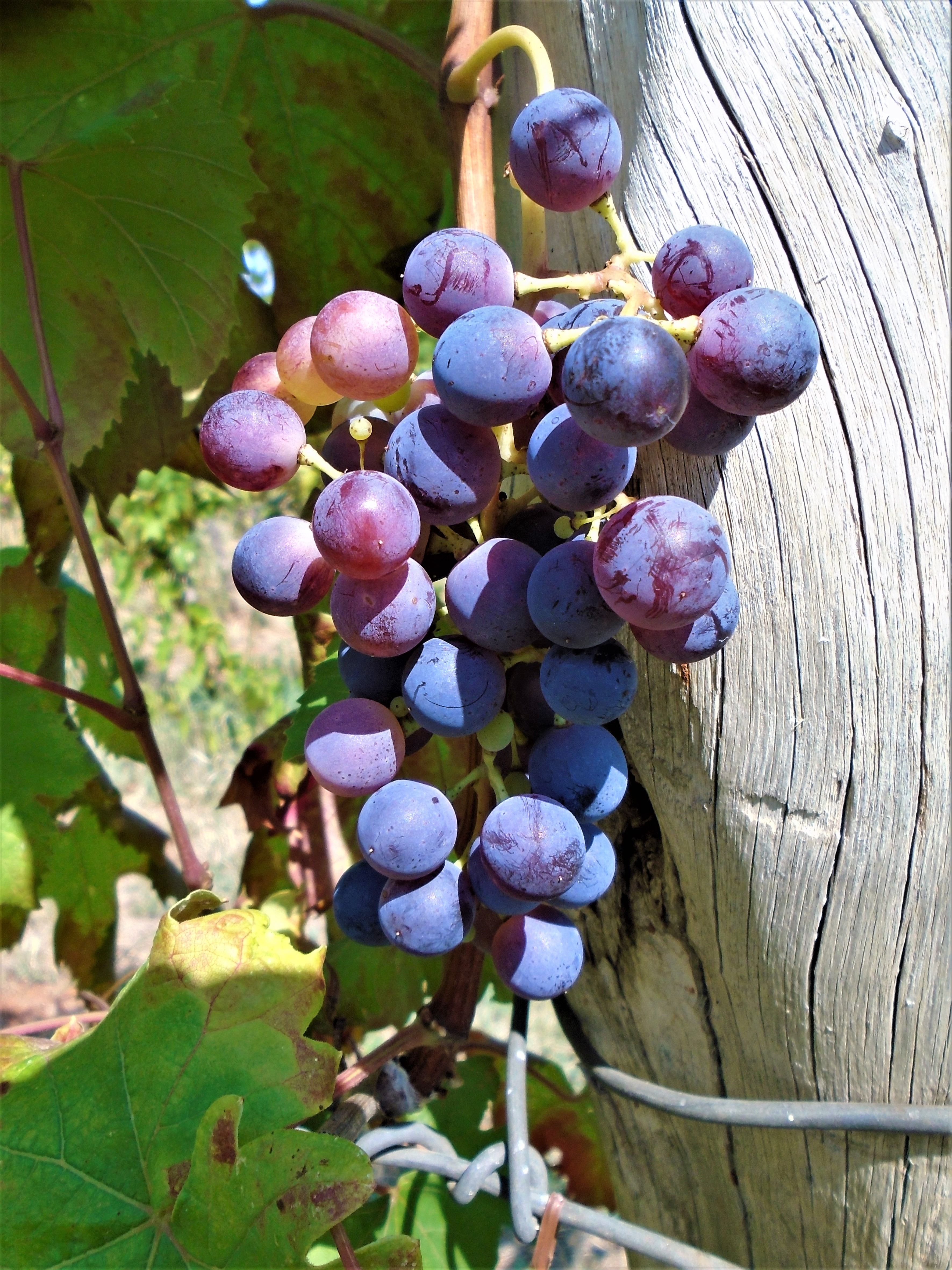
Terandruvor från Novigrad, Istrien

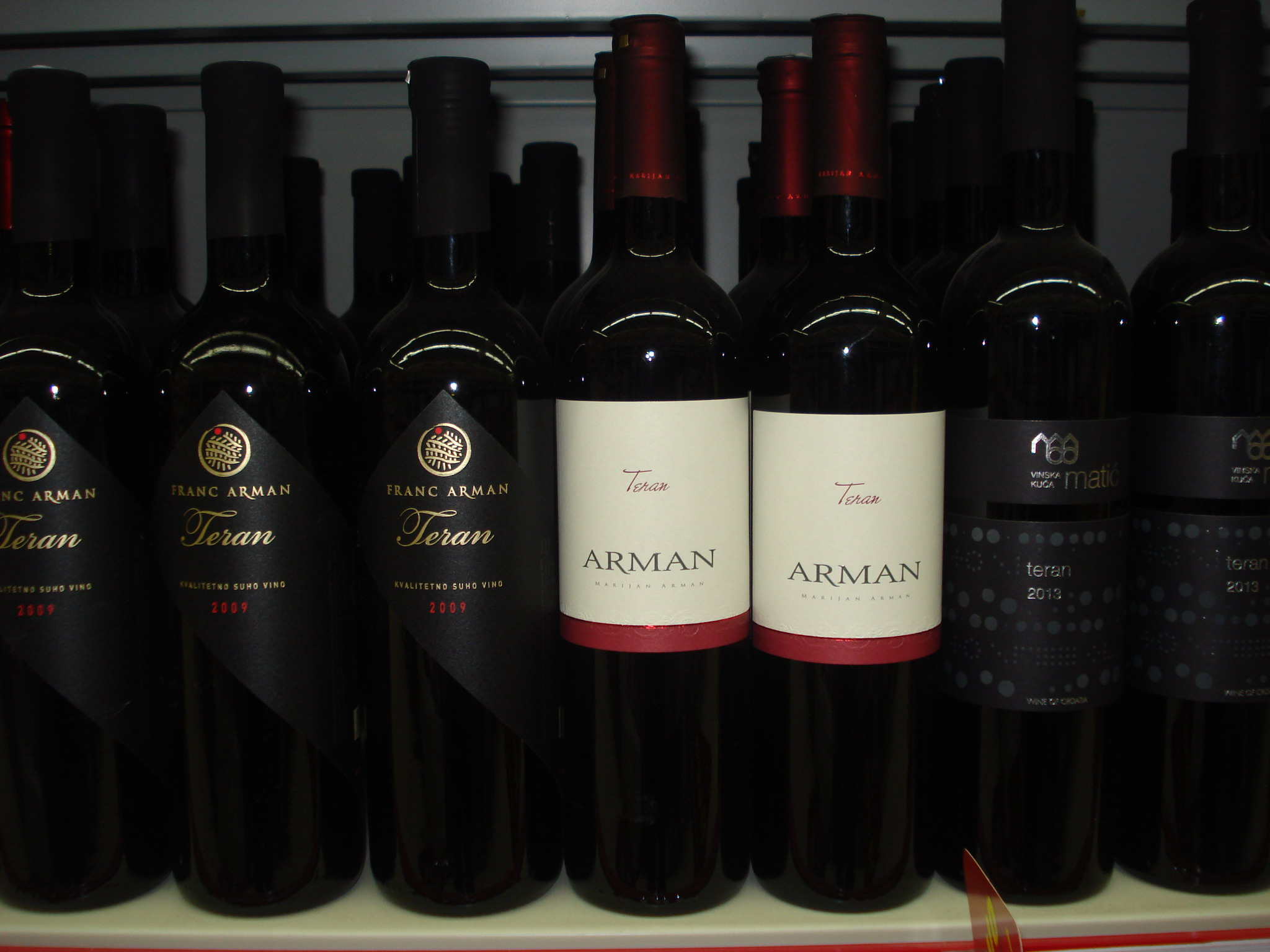
Istriensk teran (Kroatien)

Terrano eller Teran (namn på slovenska och kroatiska) är en italiensk och kroatisk sort av blå vindruva. Den ingår i Refosco-familjen av druvsorter där också Refosco dal Peduncolo Rosso ingår.

## Regioner
Terrano odlas huvudsakligen i Italien, Slovenien och Kroatien. I Italien återfinns den i östra delen av Friuli framför allt i Carso DOC, där den utgör huvuddruvan i röd Carso (Carso Rosso), och även används i ett druvrent vin med namnet Carso Terrano. Den förekommer också i DOC:n Cagnina di Romagna i Emilia-Romagna. I Slovenien återfinns den i Kras-distriktet i vinregionen Primorska. Carso i Italien och Kras i Slovenien är belägna bredvid varandra på varsin sidan landgränsen. I Kroatien återfinns druvsorten i Istrien.

## Synonymer
Terrano förekommer också under synonymerna Cagnina (i Emilia-Romagna), Crodarina, Gallizio, Gallizza, Istarski Teran, Istranin, Istranyun, Istrianka, Istrijanac, Istrijanka, Kraski Teran, Magnacan, Reffosco, Refosca, Refosco D'Istria, Refosco del Carso, Refosco Magnacan, Refoscone, Refošk, Refošk Istarski, Rifosco, Taran, Tarin, Teran, Teran Black, Teran Blauer, Teran Crni, Teran Noir, Teranovka, Terant, Terin, Terran Noir, Terran Tcherny, Terrana, Terrano A Raspo Bianco, Terrano A Raspo Rosso, Terrano D'Istria, Terrano del Carso, Terruna och Terrura.